# Batman: Knightfall
"La caída del murciélago" (en inglés "Knightfall") es el título dado a un arco narrativo importante de Batman publicado por DC Comics, que dominó los comic books seriales relacionados con Batman en la primavera y verano de 1993. "Knightfall" es también un título que agrupa a la trilogía de historias que se lanzaron desde 1993 a 1994, que consiste en "Knightfall", "Knightquest" y "KnightsEnd". En conjunto, son extraoficialmente conocidas como la KnightSaga.
La historia tiene lugar en aproximadamente seis meses. Bruce Wayne (Batman) sufre agotamiento y es sistemáticamente asaltado y lisiado por un genio mejorado con "súper esteroides" llamado Bane. Wayne es reemplazado como Batman por un aprendiz llamado Jean-Paul Valley, que se vuelve cada vez más violento e inestable, empañando la reputación de Batman. Con el tiempo, Wayne se cura a través de medios paranormales y reclama su papel de Batman.
"Knightfall" dio lugar a ramificaciones a largo plazo para el mito de Batman, puesto que la confianza en Batman por parte de la policía, la gente y los superhéroes compañeros tenía que ser reconstruida. Además, Wayne se da cuenta del peligro y la carga de tratar de trabajar en soledad, dando lugar a la creación final de la encarnación moderna de la "familia de Batman". Los acontecimientos de Knightfall también llevaron a la renuncia del mayordomo fiel de Wayne, Alfred Pennyworth.
La historia completa de "Knightfall" tomó más de un año para terminar en los cómics seriales y, en años posteriores, los cómics se comprimieron en una serie de libros en rústica comerciales, aunque estos libros de bolsillo no incluyen la parte "Knightquest: The Search".
Desenlace de los villanos:
Durante esta saga aparecen una gran cantidad de conocidos enemigos de Batman, la gran mayoría reclusos del Asilo Arkham que son liberados por Bane para estudiar las habilidades de Batman y debilitarlo, esto es lo que ocurre con ellos al final de la saga.
Maxie Zeus: Inconsciente tras chocar contra un árbol pocos instantes antes de escapar del Asilo Arkham.
Amígdala: Derrotado por Batman.
Cornelius Stirk: Derrotado por Batman.
Cinéfilo: Asesinado por Bane.
Sombrerero Loco: Derrotado por Batman.
Hiedra Venenosa: Derrotada por Batman.
Killer Croc: Arrastrado por la corriente de las alcantarillas tras una pelea con Bane.
Victor Zsazs: Derrotado por Batman.
Acertijo: Derrotado por Robin.
Dos Caras: Derrotado por Batman.
Catwoman: Libre.
Mosquetero: Derrotado por Batman.
Ventrilocuo: Muerto tras una pelea entre sus múltiples personalidades usando armas de fuego.
Espantapájaros: Derrotado por Azrael.
Joker: Libre tras una pelea con el Espantapájaros.
Luciérnaga: Derrotado por Batman.
Bane: Derrotado por Azrael usando un traje de Batman modificado.